# Ильмовый листоед
Ильмовый листоед (лат. Xanthogaleruca luteola) — вид листоедов (Chrysomelidae) из подсемейства козявок (Galerucinae).

## Распространение
Распространён в западной части Палеарктики от Португалии до Центральной Азии. Вид интродуцирован в Северную Америку.

## Описание
Сверху жёлтого цвета с чёрными пятнами на голове и грудном щите; боковые края надкрыльев чёрные; достигает длины 5—8 мм.

## Примечание
1. ↑  BioLib Архивная копия от 18 октября 2008 на Wayback Machine Profil taxonu — druh Xanthogaleruca luteola (O.F. Müller, 1776)
2. ↑  Стриганова Б. Р., Захаров А. А. Пятиязычный словарь названий животных: Насекомые. Латинский, русский, английский, немецкий, французский / под ред. д-ра биол. наук, проф. Б. Р. Стригановой. — М.: РУССО, 2000. — С. 164. — 1060 экз. — ISBN 5-88721-162-8.
3. ↑  Wydział Nauk Biologicznych Архивная копия от 22 апреля 2012 на Wayback Machine
4. ↑  http://cisr.ucr.edu/elm_leaf_beetle.html Архивная копия от 6 октября 2011 на Wayback Machine - Center for Invasive Species Research